# Lista de prêmios e indicações recebidos por Glória Menezes
A seguir, uma lista de prêmios e indicações recebidos por Glória Menezes. Nascida no Brasil, em 1934, a atriz consolidou uma das mais bem-sucedidas carreiras no cenário audiovisual brasileiro, o que lhe rendeu diversos prêmios e indicações.

## Festival de Gramado
Desde 1973, em Gramado, no Rio Grande do Sul, é realizado o Festival de Cinema Gramado, um dos mais importantes festivais de cinema do Brasil. O evento conta com participações de filmes brasileiros e de outros países latino-americanos.
| Ano  | Categoria       | Trabalho               | Resultado | Ref. |
| ---- | --------------- | ---------------------- | --------- | ---- |
| 2005 | Troféu Oscarito | Contribuição c/ a arte | Venceu    |      |

## Melhores do Ano
O Troféu Domingão Melhores do Ano, ou apenas Melhores do Ano, é uma premiação realizada anualmente pelo programa de televisão brasileiro Domingão do Faustão, da Rede Globo, em que o público vota entre três artistas que brilharam e fizeram sucesso durante o ano na emissora e na música. Os artistas são previamente escolhidos pelos seus funcionários e os três melhores vão para a votação do público.
| Ano  | Categoria                  | Trabalho           | Resultado | Ref. |
| ---- | -------------------------- | ------------------ | --------- | ---- |
| 2002 | Melhor Atriz em Telenovela | O Beijo do Vampiro | Indicada  |      |
| 2004 | Troféu Mário Lago          | Conjunto da Obra   | Venceu    |      |

## Prêmio Contigo! de TV
O Prêmio Contigo! de TV é um evento da revista Contigo, realizado anualmente desde 1996, que contempla as melhores produções, atores, diretores e profissionais da televisão brasileira.
| Ano  | Categoria                           | Trabalho           | Resultado | Ref. |
| ---- | ----------------------------------- | ------------------ | --------- | ---- |
| 2005 | Melhor Atriz Coadjuvante            | Senhora do Destino | Indicada  |      |
| 2009 | Melhor Atriz Coadjuvante            | A Favorita         | Indicada  |      |
| 2013 | Melhor Atriz em Série ou Minissérie | Louco por Elas     | Indicada  |      |
| 2013 | Prêmio Honorário Especial           | Conjunto da Obra   | Venceu    |      |

## Prêmio Extra de Televisão
O Prêmio Extra de Televisão é realizado desde 1998 pelo jornal Extra, premiando os melhores da televisão brasileira.
| Ano  | Categoria                             | Trabalho         | Resultado | Ref.  |
| ---- | ------------------------------------- | ---------------- | --------- | ----- |
| 2008 | Melhor Atriz Coadjuvante em Televisão | A Favorita       | Indicada  | [ 3 ] |
| 2012 | Prêmio Honorário Especial             | Conjunto da Obra | Venceu    |       |

## Prêmio Governador do Estado
O Prêmio Governador do Estado foi criado na década de 1950 para premiar os melhores em diversas áreas culturais: cinema, teatro, música, literatura.
| Ano  | Categoria    | Trabalho            | Resultado | Ref.  |
| ---- | ------------ | ------------------- | --------- | ----- |
| 2000 | Melhor Atriz | Jornada de um Poema | Venceu    | [ 5 ] |

## Prêmio Mambembe
Troféu Mambembe foi criado pelo Ministério da Cultura do Brasil (MinC) em maio de 1977, com o objetivo de distinguir e premiar a produção teatral centralizada no eixo Rio-São Paulo. A premiação se realizava anualmente, através da indicação de comissões julgadoras formadas cada ano nos dois estados.
| Ano  | Categoria                          | Trabalho | Resultado | Ref. |
| ---- | ---------------------------------- | -------- | --------- | ---- |
| 2009 | Melhor Atriz em Papel Protagonista | —        | Venceu    |      |

## Troféu APCA
Associação Paulista de Críticos de Arte, ou simplesmente APCA, é uma entidade brasileira sem fins lucrativos sediada em São Paulo mantida pelo trabalho voluntário e pela contribuição anual dos associados. Originou-se da seção paulista da Associação Brasileira de Críticos Teatrais. A APCA premia com o Troféu APCA nas categorias mais diversas, como : Arquitetura, Artes Visuais, Cinema, Dança, Literatura, Teatro, Teatro Infantil e Televisão, entre outros. 
| Ano  | Categoria                        | Trabalho                | Resultado | Ref.  |
| ---- | -------------------------------- | ----------------------- | --------- | ----- |
| 1975 | Melhor Atriz Revelação em Teatro | As Feiticeiras de Salém | Venceu    | [ 7 ] |

## Troféu Imprensa
O “Troféu Imprensa” (TI) é uma premiação realizada pelo canal brasileiro SBT, sendo considerada o Oscar da TV brasileira.
| Ano  | Categoria                 | Trabalho                | Resultado | Ref. |
| ---- | ------------------------- | ----------------------- | --------- | ---- |
| 1959 | Melhor Revelação Feminina | Teleteatro da Tupi      | Venceu    |      |
| 1959 | Melhor Atriz em Televisão | Teleteatro da Tupi      | Venceu    |      |
| 1963 | Melhor Atriz em Televisão | 2-5499 Ocupado          | Venceu    |      |
| 1966 | Melhor Atriz em Televisão | A Deusa Vencida         | Indicada  |      |
| 1967 | Melhor Atriz em Televisão | Almas de Pedra          | Indicada  |      |
| 1968 | Melhor Atriz em Televisão | O Grande Segredo        | Indicada  |      |
| 1971 | Melhor Atriz em Televisão | Irmãos Coragem          | Indicada  |      |
| 1972 | Melhor Atriz em Televisão | O Homem que Deve Morrer | Indicada  |      |
| 1973 | Melhor Atriz em Televisão | O Homem que Deve Morrer | Indicada  |      |
| 1974 | Melhor Atriz em Televisão | Cavalo de Aço           | Indicada  |      |
| 1984 | Melhor Atriz em Televisão | Guerra dos Sexos        | Indicada  |      |
| 1992 | Melhor Atriz em Televisão | Deus nos Acuda          | Venceu    |      |

## Outros Prêmios
| Ano  | Premiação                                       | Categoria              | Trabalho               | Resultado | Ref.  |
| ---- | ----------------------------------------------- | ---------------------- | ---------------------- | --------- | ----- |
| 1962 | Festival de Cinema de Curitiba                  | Melhor Atriz           | O Pagador de Promessas | Venceu    | [ 8 ] |
| 1962 | Prêmio Cidade de São Paulo                      | Melhor Atriz em Cinema | O Pagador de Promessas | Venceu    | [ 8 ] |
| 1962 | Troféu Cinelândia                               | Melhor Atriz           | O Pagador de Promessas | Venceu    | [ 8 ] |
| 1974 | Prêmio Diploma de Mérito dos Diários Associados | Melhor Atriz em Cinema | O Descarte             | Venceu    | [ 9 ] |
| 2020 | Prêmios CinEuphoria                             | Homenagem              | Carreira               | Venceu    |       |